# Ferdinand Heilbuth

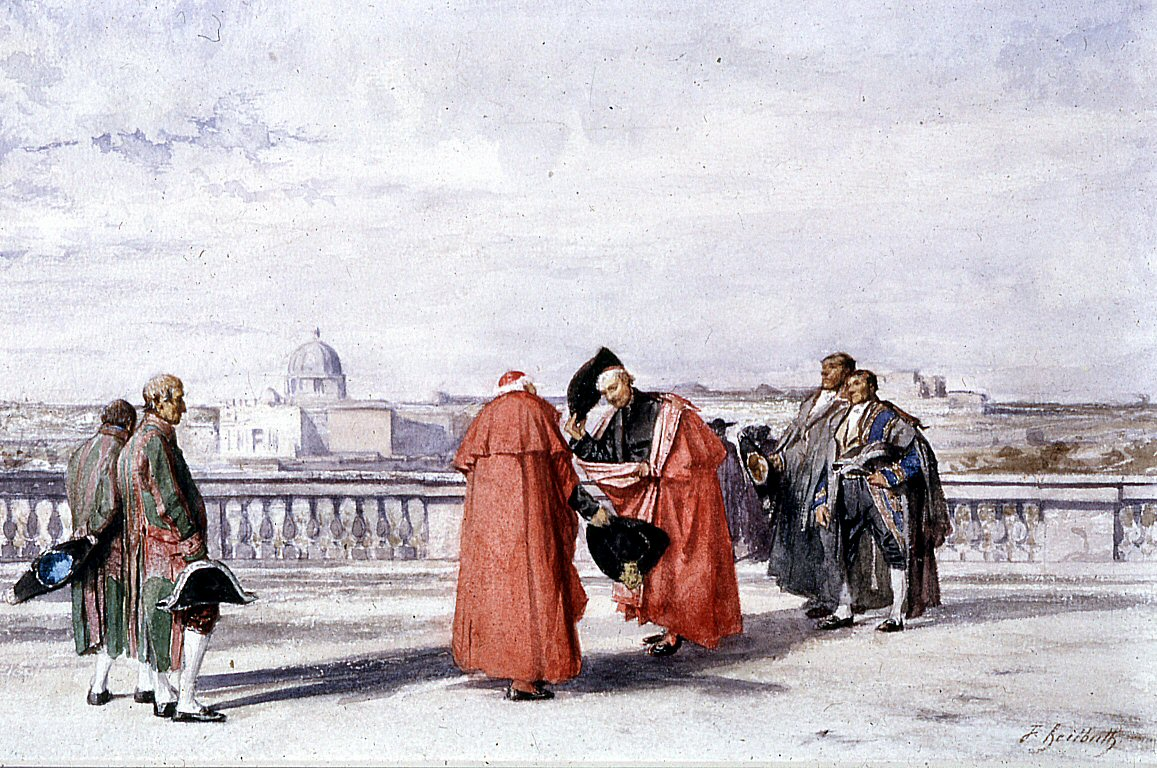
Kardinaler på Monte Pincio.

Ferdinand Heilbuth, född den 27 juni 1826 i Hamburg, död den 19 november 1889 i Paris, var en tysk-fransk målare.
Heilbuth sökte sin utbildning först i Paris, sedan i Rom och uppgick därefter i den franska konsten. Han målade genrer från Italien och Paris, ibland i historisk kostym: Palestrinas musikprov (1857), Pantlånekontor (1861, Luxembourg), Kardinaler, som lustvandrar på Monte Pincio (1862). Dessutom målade han landskap och porträtt. Réverie ägs av Luxembourgmuseet. Heibuth var jämväl en framstående akvarellist.